# KRTAP13-1
KRTAP13-1 (англ. Keratin associated protein 13-1) – білок, який кодується однойменним геном, розташованим у людей на довгому плечі 21-ї хромосоми. Довжина поліпептидного ланцюга білка становить 172 амінокислот, а молекулярна маса — 18 320.
| 10         |  | 20         |  | 30         |  | 40         |  | 50         |
| ---------- |  | ---------- |  | ---------- |  | ---------- |  | ---------- |
| MSYNCCSGNF |  | SSRSCGGYLH |  | YPASSCGFSY |  | PSNQVYSTDL |  | CSPSTCQLGS |
| SLYRGCQQTC |  | WEPTSCQTSY |  | VESSPCQTSC |  | YRPRTSLLCS |  | PCQTTYSGSL |
| GFGSSSCRSL |  | GYGSRSCYSV |  | GCGSSGFRSL |  | GYGGCGFPSL |  | GYGVGFCRPT |
| YLASRSCQSS |  | CYRPTCGSGF |  | YY         |  |            |  |            |

A: Аланін

C: Цистеїн

D: Аспарагінова кислота

E: Глутамінова кислота

F: Фенілаланін

G: Гліцин

H: Гістидин

L: Лейцин

M: Метіонін

N: Аспарагін

P: Пролін

Q: Глутамін

R: Аргінін

S: Серин

T: Треонін

V: Валін

W: Триптофан